# Rolf Bergeest
Rolf Bergeest (* 23. Juli 1938; † November 2016 in Hamburg) war ein  deutscher Fußballspieler. Der überwiegend als Halbstürmer im damals gebräuchlichen WM-System zum Einsatz gekommene Offensivspieler hat von 1956 bis 1963 für den FC St. Pauli 144 Einsätze mit 36 Toren in der damals erstklassigen Fußball-Oberliga Nord absolviert. In den ersten drei Jahren der zweitklassigen Fußball-Regionalliga Nord gewann der herausragende Techniker mit den Braun-Weißen zweimal (1964 und 1966) den Meistertitel und 1965 die Vizemeisterschaft.

## Karriere

### Oberliga Nord, 1956 bis 1963
Aus der St. Pauli-Jugend entwachsen bestritt der begnadete Techniker für die Kiez-Kicker mit 18 Jahren ab der Saison 1956/57 seine Ligaspiele in der Erstklassigkeit der Oberliga Nord. Genau zwei Monate nach seinem 18. Geburtstag, den 23. September 1956, debütierte der technisch brillante Offensivakteur unter Trainer Heinz Hempel bei einem 3:1-Heimerfolg gegen Arminia Hannover als Halbstürmer in der Oberliga Nord. Das Talent aus den eigenen Reihen hatte einen gelungenen Einstand und erzielte dabei auch seinen ersten Treffer.
Zu dieser Zeit gaben auf dem Heiligengeistfeld noch Größen wie Torhüter Harry Wunstorf, Herbert Kühl, Harald Stender, Otmar Sommerfeld und Alfred Brüggen den Ton an und auch das gleichaltrige Talent Ingo Porges vom USC Paloma versuchte erstmals die Anforderungen der Oberliga zu bewältigen. Am Rundenende hatte Bergeest in 17 Ligaeinsätzen drei Tore erzielt und St. Pauli hatte den 4. Rang belegt.
Als mit Horst Haecks und Peter Osterhoff sich zwei neue Torgaranten in der St. Pauli-Elf entwickelt hatten, ging es mit dem Team vom Heiliggeistfeld wieder in der Tabelle nach vorne: Dreimal in Folge wurden von Bergeest, Haecks und Osterhoff in den Jahren 1960 bis 1962 der 4. Rang in der Oberliga Nord belegt. Im letzten Jahr der alten erstklassigen Oberliga Nord, 1962/63, baute der Ballkünstler und Vorlagengeber seine persönliche Bilanz auf 28 Ligaeinsätze mit neun Treffern aus, aber die Kiezkicker belegten lediglich den 6. Rang und wurden somit nicht für die ab 1963/64 startende Fußball-Bundesliga nominiert. Nach 144 Oberligaeinsätzen mit 36 Toren war das Kapitel Oberliga Nord für den FC St. Pauli und Rolf Bergeest beendet, ab Sommer 1963 ging es in der Zweitklassigkeit der Regionalliga Nord weiter. Im letzten Oberligaspiel, den 29. April 1963, bei einem 3:2-Auswärtserfolg bei Arminia Hannover, zeichnete sich der Techniker mit zwei Toren aus, darunter auch der Siegtreffer in der 73. Minute zum 3:2-Endstand.

### Regionalliga Nord, 1963 bis 1966
In die Startrunde der zweitklassigen Regionalliga Nord, 1963/64, starteten Bergeest und Kollegen am 11. August 1963, zwei Wochen vor dem Debüt der neuen Bundesliga, mit einem 4:1-Heimerfolg gegen den FC Altona 93. Neutrainer Otto Westphal hatte Angreifer Guy Acolatse aus Togo ans Millerntor mitgebracht. Zum Meisterschaftserfolg mit 51:17 Punkten hatte Bergeest in 32 Ligaeinsätzen 14 Tore beigesteuert. Angriffskollege Horst Haecks holte sich mit 36 Treffern die Torjägerkrone im Norden und auch Peter Osterhoff war wesentlich mit seinen 18 Treffern am Meisterschaftserfolg beteiligt. Gegen den späteren Vizemeister und Bundesligaaufsteiger Hannover 96 gewannen die Braun-Weißen am 24. November 1963 das Heimspiel mit 4:3 Toren. Bergeest überragte mit seiner brillanten Technik im Mittelfeld und zeichnete sich auch als dreifacher Torschütze aus. In der zweiten Halbzeit drehte der Gastgeber das Spitzenspiel nach einem 0:2-Halbzeitrückstand noch zu seinen Gunsten um.
In der ersten Bundesligaaufstiegsrunde scheiterte im Juni 1964 nicht nur der Favorit FC Bayern München an den zwei Außenseitern Borussia Neunkirchen und Tasmania 1900 Berlin, auch der Nordmeister spielte mit 3:9 Punkten eine enttäuschende Rolle. Vor erwartungsfrohen 26.000 Zuschauern startete St. Pauli am 6. Juni gegen Bayern München in die Aufstiegsrunde. Die drei Scharfschützen aus dem Ligabetrieb im Norden - Bergeest, Haecks und Osterhoff – konnten sich aber nicht gegen die von Sepp Maier, Peter Kupferschmidt, Adolf Kunstwadl, Rainer Ohlhauser und Herbert Erhardt angeführte Defensive der Münchner durchsetzen und auf der Gegenseite traf der Bayern-Angreifer Dieter Brenninger dreimal in das Gehäuse von Hans-Joachim Thoms. Seinen Einstand in der Ligaelf der Bayern feierte, auf Linksaußen mit dem vierten Treffer für die Mannschaft von Trainer Zlatko Čajkovski, der noch 18-jährige Franz Beckenbauer. Mit einer deklassierenden 1:6-Auswärtsniederlage beim FC Bayern beendete St. Pauli am 28. Juni die Aufstiegsrunde auf dem letzten Gruppenplatz. Bergeest hatte alle sechs Spiele absolviert und zwei Tore erzielt.
Im zweiten Regionalligajahr, 1964/65, glückte die Titelverteidigung im Norden aber nicht. Holstein Kiel wurde souverän und überlegen mit zehn Punkten Vorsprung Meister vor St. Pauli. Bergeest hatte in 29 Ligaeinsätzen 15 Tore für den Vizemeister erzielt und Neuzugang Jürgen Weidlandt als Mittelläufer seine Qualitäten angezeigt. Als Nordvize mussten die Braun-Weißen Qualifikationsspiele gegen den Südvize SSV Reutlingen bestreiten. Am 16. Mai glückte ein 1:0-Heimerfolg, am 23. Mai setzte sich das Team von Trainer Georg Wurzer aber im heimischen Kreuzeichestadion nach Verlängerung mit 4:1 durch und für Bergeest und Kollegen war damit die Teilnahme an der Aufstiegsrunde bereits vorbei.
Den zweiten Meisterschaftsgewinn in der Regionalliga Nord erlebte Bergeest 1965/66. Trotzdem stand die Runde für den filigranen Techniker – er beherrschte als einer der ersten Fußballer überhaupt perfekt den sogenannten „Übersteiger“ – unter keinem guten Stern: Immer wieder konnte er nur durch überharte Fouls gestoppt werden, die teils schwere Verletzungen zur Folge hatten und die dazu führten, dass er nur noch acht Ligaspiele mit zwei Toren bestreiten konnte. In der Aufstiegsrunde trat er im Juni 1966 trotzdem noch in vier Spielen gegen RW Essen (1:0), FC Schweinfurt 05 (1:2) und in den zwei Spielen gegen den 1. FC Saarbrücken (3:2, 1:3) an. Punktgleich mit Aufsteiger RW Essen, beide Teams beendeten die Aufstiegsrunde mit 8:4 Punkten, landete St. Pauli 1966 auf dem 2. Rang.
Zur Saison 1966/67 schloss sich Bergeest dem Walddörfer SV in der Verbandsliga Hamburg, Staffel Hammonia an. Nach dem endgültigen Ende seiner Spielerlaufbahn war er noch fast 20 Jahre als Trainer im Hamburger Amateurfußball tätig.